# Skubic
Skubic je priimek več znanih Slovencev:
- Alenka Skubic Činč (1937—2024), farmacevtka
- Andrej E. Skubic (*1967), pisatelj, jezikoslovec in prevajalec
- Anton Skubic (1876—1940), socialni delavec in zgodovinar
- Barbara Skubic (*1973), dramaturginja, prevajalka, mdr. iz arabske književnosti
- Darija Skubic, didaktičarka slovenščine - PEF UL
- Gabrijela Skubic (*1938), medicinska sestra
- Florijan Skubic, filmski in TV-režiser
- Fortunat Skubic (1736—1801), učitelj
- Ignac Fortunat Skubic (?—1832), organist v ljubljanski stolnici
- Joe Skubic/ Joe Skubitz (1906—2000), ameriški politik slovenskega rodu
- Jože Skubic (1901—1936), agronom, sadjarski strokovnjak
- Jože Skubic (1967—2021), narodnozabavni glasbenik, pevec skupine Slapovi
- Klara Skubic Ermenc, pedagoginja, prof. FF UL
- Klemen Skubic, fotograf
- Mitja Skubic (1926—2015), jezikoslovec romanist, hispanist, univerzitetni profesor
- Nejc Skubic (*1989), nogometaš
- Saša Skubic, arhitekt
- Tilen Skubic (1956—2006), TV-napovedovalec in voditelj
- Tomislav Skubic (1930—1996), matematik, mehanik; direktor Računskega centra
- Valentin Skubic (1932—2020), veterinar farmakolog in toksikolog. univ. prof.
- Vesna Skubic, arhitektka
- Viktor Skubic, zdravnik in prostovoljec srbske vojske (sanitejec)
- Viktorija Žnidaršič Skubic (*1972), pravnica, univ. prof.
- Vladimir Skubic (1877—1957), brigadni general VKJ